# Blennerhasset and Torpenhow
Blennerhasset and Torpenhow est une paroisse civile de Cumbria, située dans le nord-ouest de l'Angleterre.